# Данген
Данге́н (фр. Denguin) — коммуна во Франции, находится в регионе Аквитания. Департамент — Атлантические Пиренеи. Входит в состав кантона Арти-э-Пеи-де-Субестр. Округ коммуны — По.
Код INSEE коммуны — 64198.

## География

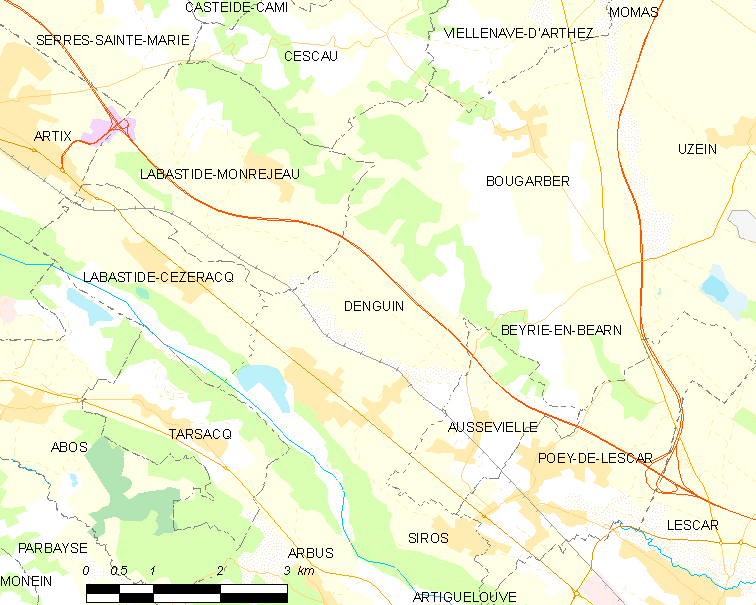
Карта коммуны

Коммуна расположена приблизительно в 650 км к югу от Парижа, в 165 км южнее Бордо, в 14 км к северо-западу от По.
На юго-западе коммуны протекает река Гав-де-По.

### Климат
Климат тёплый океанический. Зима мягкая, средняя температура января — от +5°С до +13°С, температуры ниже −10 °C бывают редко. Снег выпадает около 15 дней в году с ноября по апрель. Максимальная температура летом порядка 20-30 °C, выше 35 °C бывает очень редко. Количество осадков высокое, порядка 1100 мм в год. Характерна безветренная погода, сильные ветры очень редки.

## Население
Население коммуны на 2010 год составляло 1760 человек.
| 1962 | 1968 | 1975 | 1982 | 1990 | 1999 | 2010 |
| ---- | ---- | ---- | ---- | ---- | ---- | ---- |
| 473  | 496  | 749  | 969  | 1322 | 1460 | 1760 |

## Администрация
| Период | Период | Фамилия         | Партия | Примечания |
| ------ | ------ | --------------- | ------ | ---------- |
| 1995   | 2008   | Кристиан Ламуру |        |            |
| 2008   | 2014   | Жак Лалан       |        |            |
| 2014   | 2020   | Жиль Тессон     |        |            |

## Экономика
В 2010 году среди 1156 человек трудоспособного возраста (15-64 лет) 883 были экономически активными, 273 — неактивными (показатель активности — 76,4 %, в 1999 году было 69,9 %). Из 883 активных жителей работали 824 человека (438 мужчин и 386 женщин), безработных было 59 (30 мужчин и 29 женщин). Среди 273 неактивных 92 человека были учениками или студентами, 117 — пенсионерами, 64 были неактивными по другим причинам.

## Достопримечательности
- Церковь Св. Петра (XVIII век)[4]

## Фотогалерея

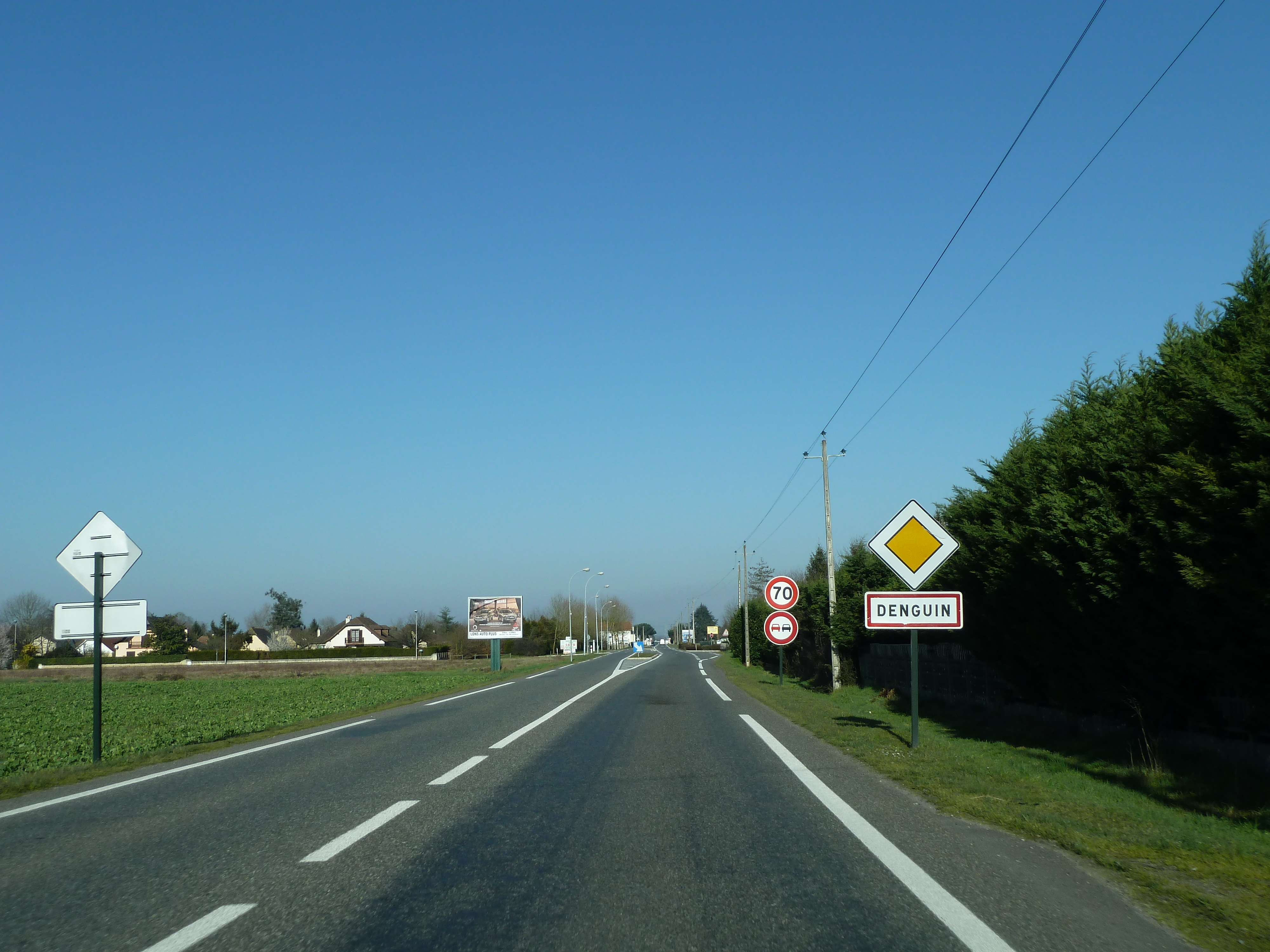
Въезд в Данген
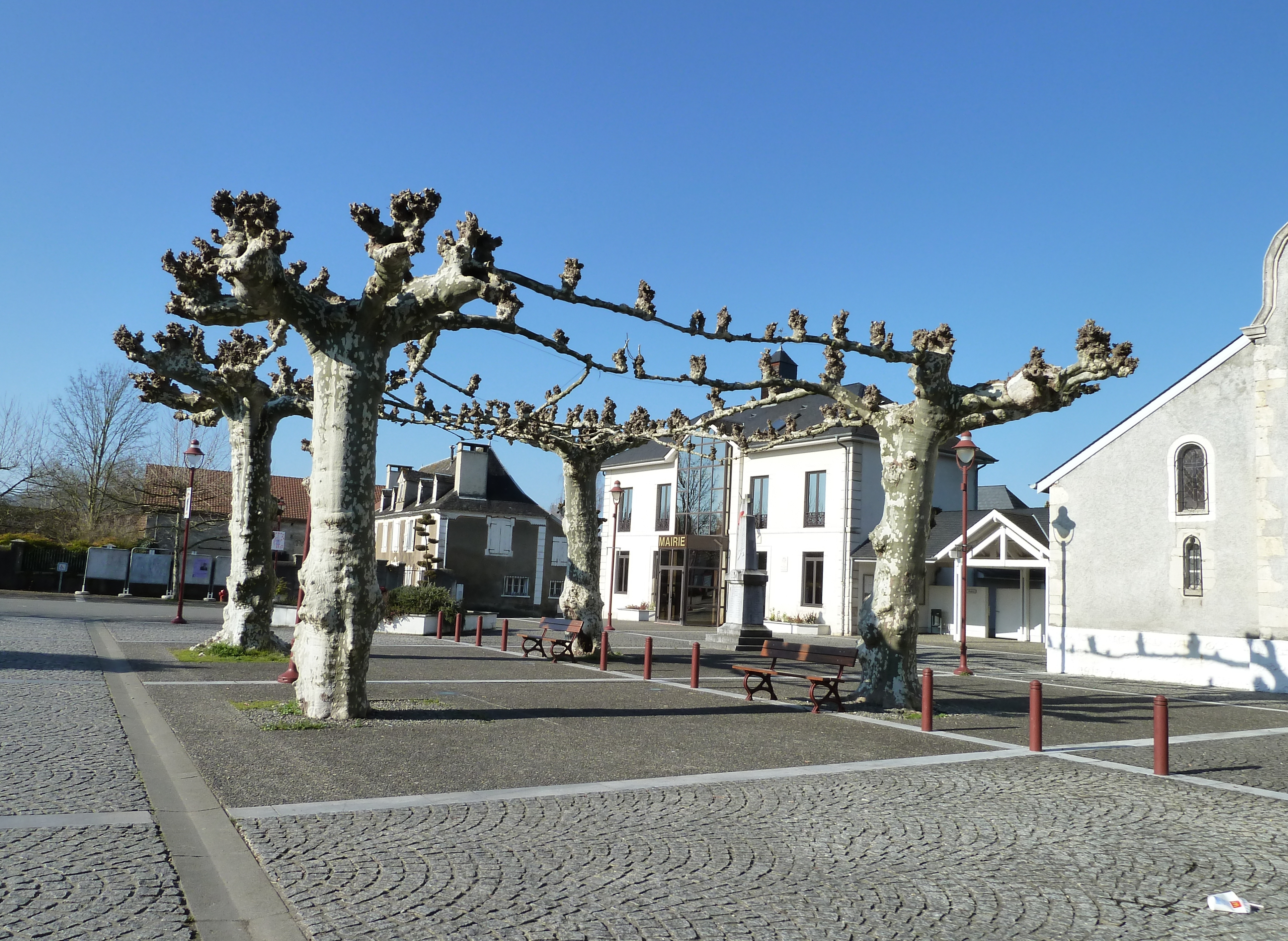
Центр Дангена
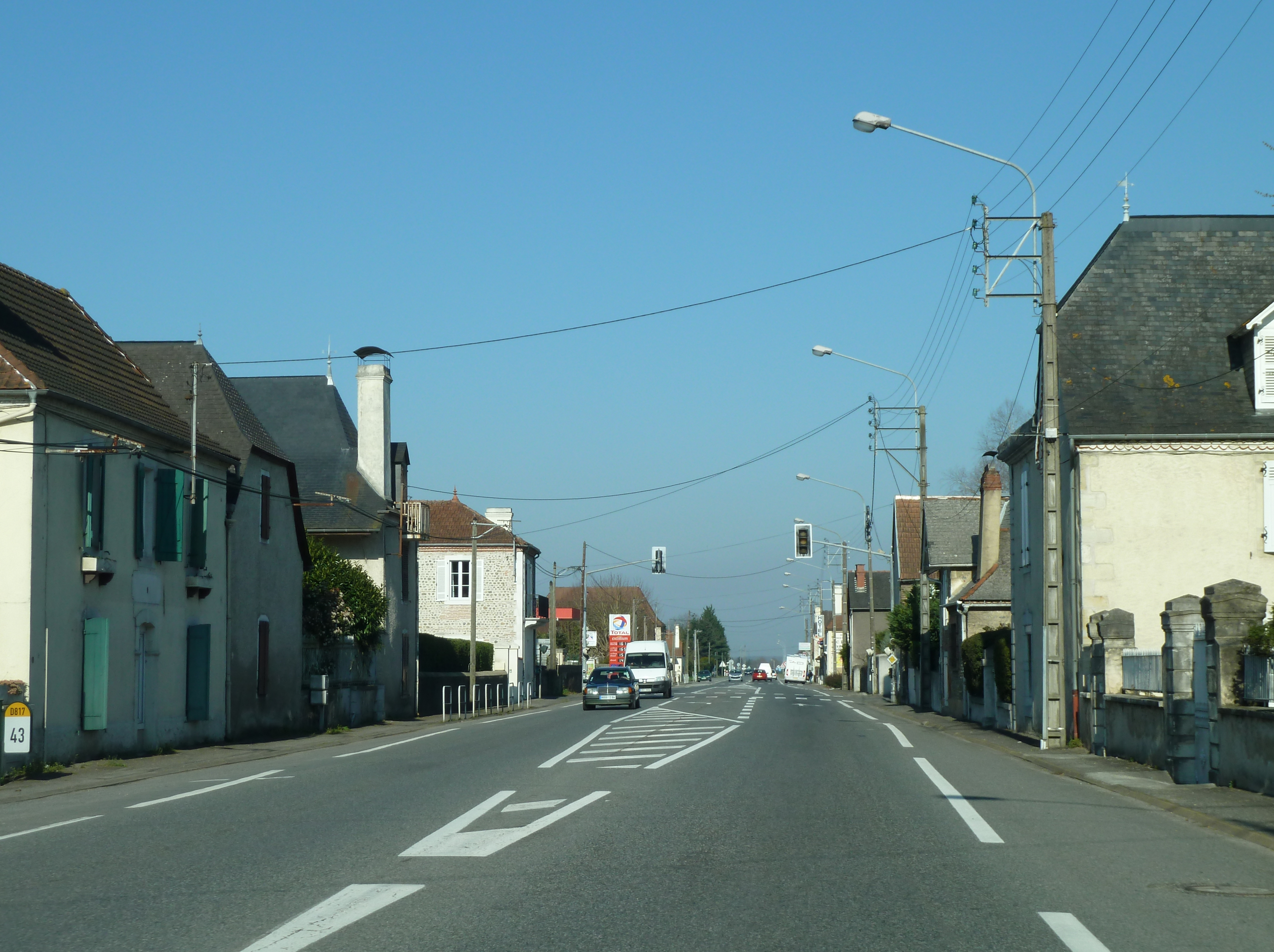
Улица Дангена
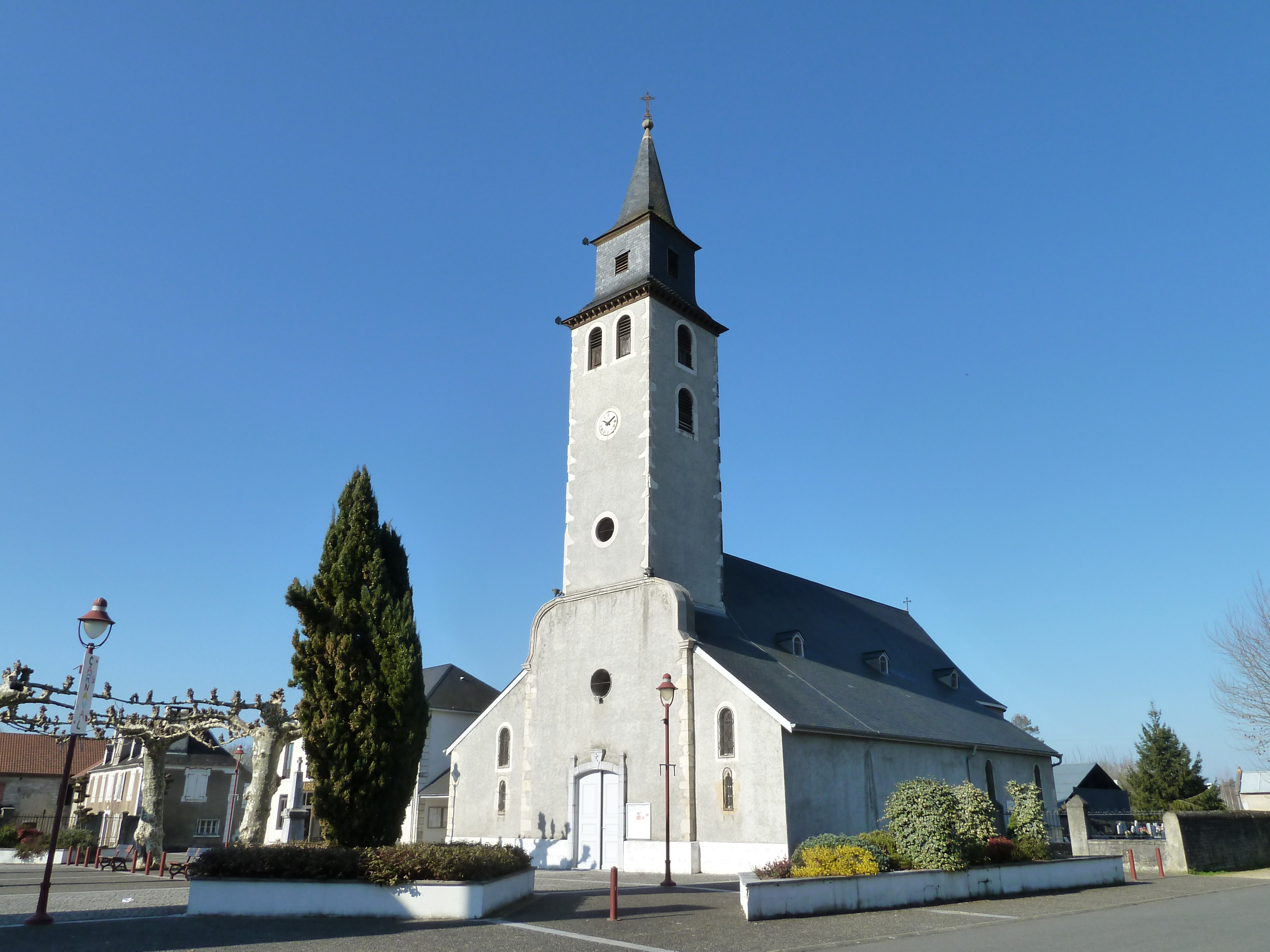
Церковь Св. Петра
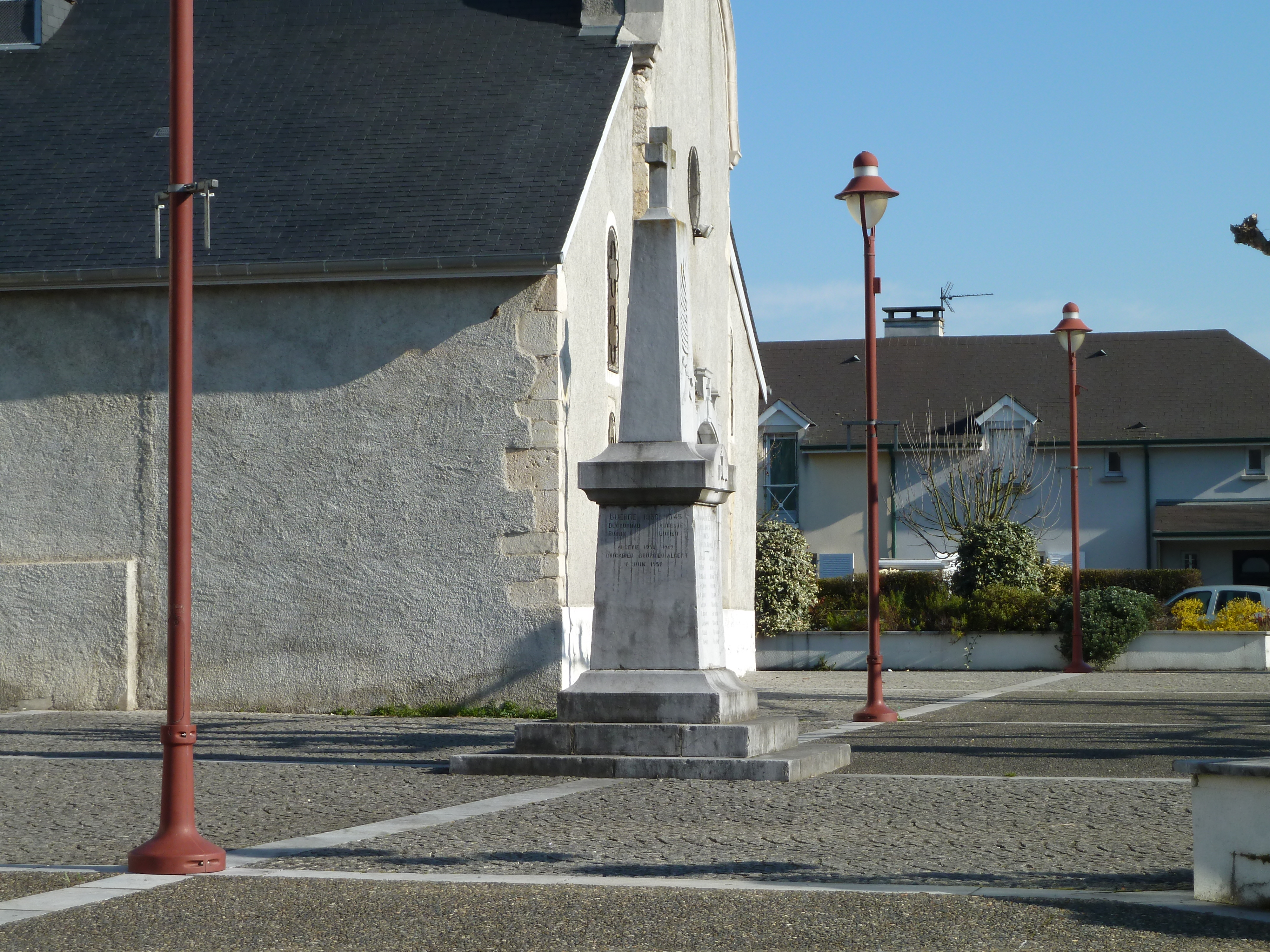
Военный мемориал